# Clossiana morrisii
Clossiana morrisii är en fjärilsart som beskrevs av Tryon Reakirt 1866. Clossiana morrisii ingår i släktet Clossiana och familjen praktfjärilar. Inga underarter finns listade i Catalogue of Life.